# Fresneville
Fresneville és un municipi francès situat al departament del Somme i a la regió dels Alts de França. L'any 2007 tenia 102 habitants.

## Demografia

### Població

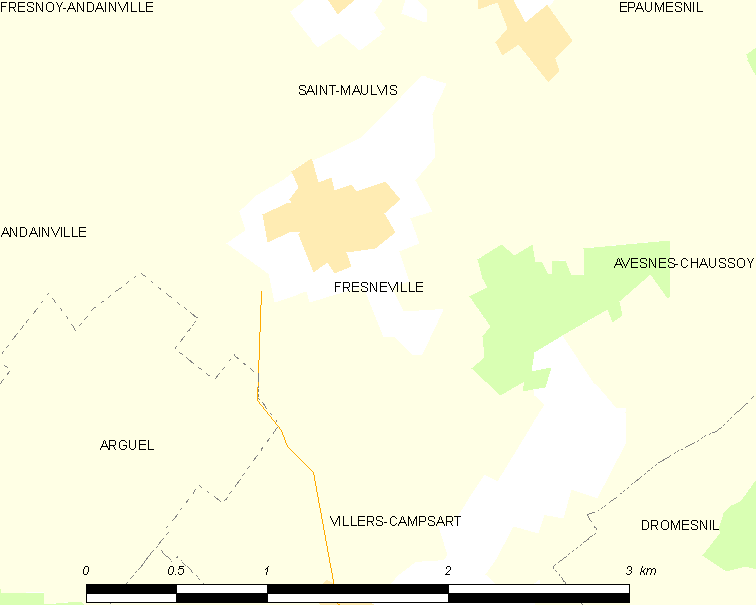

El 2007 la població de fet de Fresneville era de 102 persones. Hi havia 36 famílies de les quals 8 eren unipersonals (8 homes vivint sols), 16 parelles sense fills, 4 parelles amb fills i 8 famílies monoparentals amb fills.
La població ha evolucionat segons el següent gràfic:
Habitants censats

### Habitatges

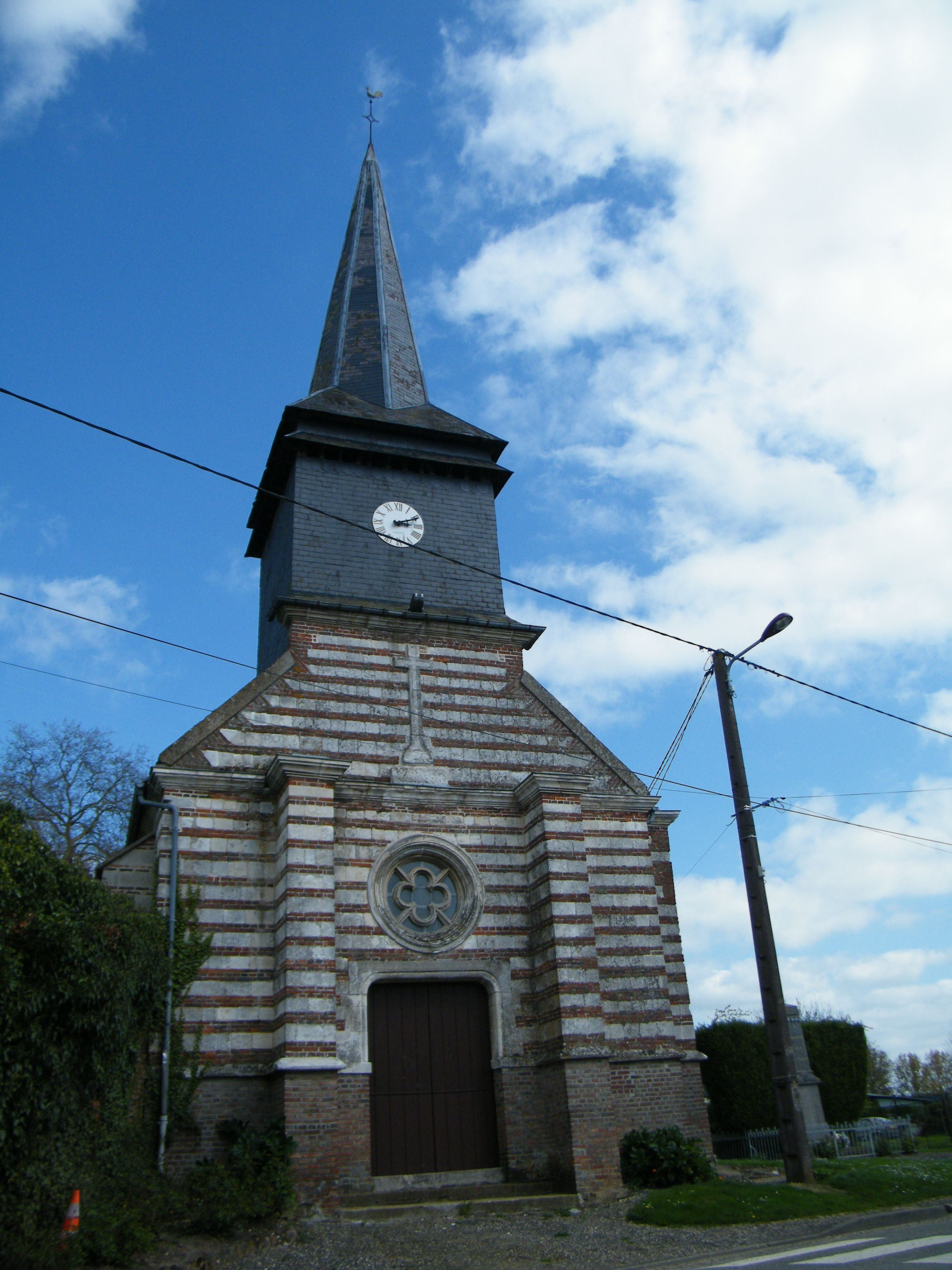

El 2007 hi havia 42 habitatges, 35 eren l'habitatge principal de la família, 5 eren segones residències i 2 estaven desocupats. Tots els 42 habitatges eren cases. Dels 35 habitatges principals, 27 estaven ocupats pels seus propietaris i 8 estaven llogats i ocupats pels llogaters; 1 tenia dues cambres, 4 en tenien tres, 11 en tenien quatre i 19 en tenien cinc o més. 11 habitatges disposaven pel capbaix d'una plaça de pàrquing. A 19 habitatges hi havia un automòbil i a 15 n'hi havia dos o més.

### Piràmide de població
La piràmide de població per edats i sexe el 2009 era:
| Homes | Edats   | Dones |
| ----- | ------- | ----- |
| 0     | 95 o +  | 0     |
| 0     | 90 a 94 | 0     |
| 1     | 85 a 89 | 0     |
| 0     | 80 a 84 | 2     |
| 3     | 75 a 79 | 1     |
| 2     | 70 a 74 | 3     |
| 4     | 65 a 69 | 2     |
| 3     | 60 a 64 | 2     |
| 3     | 55 a 59 | 3     |
| 4     | 50 a 54 | 3     |
| 1     | 45 a 49 | 0     |
| 3     | 40 a 44 | 1     |
| 4     | 35 a 39 | 5     |
| 2     | 30 a 34 | 1     |
| 3     | 25 a 29 | 4     |
| 3     | 20 a 24 | 2     |
| 2     | 15 a 19 | 0     |
| 0     | 10 a 14 | 4     |
| 1     | 5 a 9   | 1     |
| 3     | 0 a 4   | 2     |

## Economia

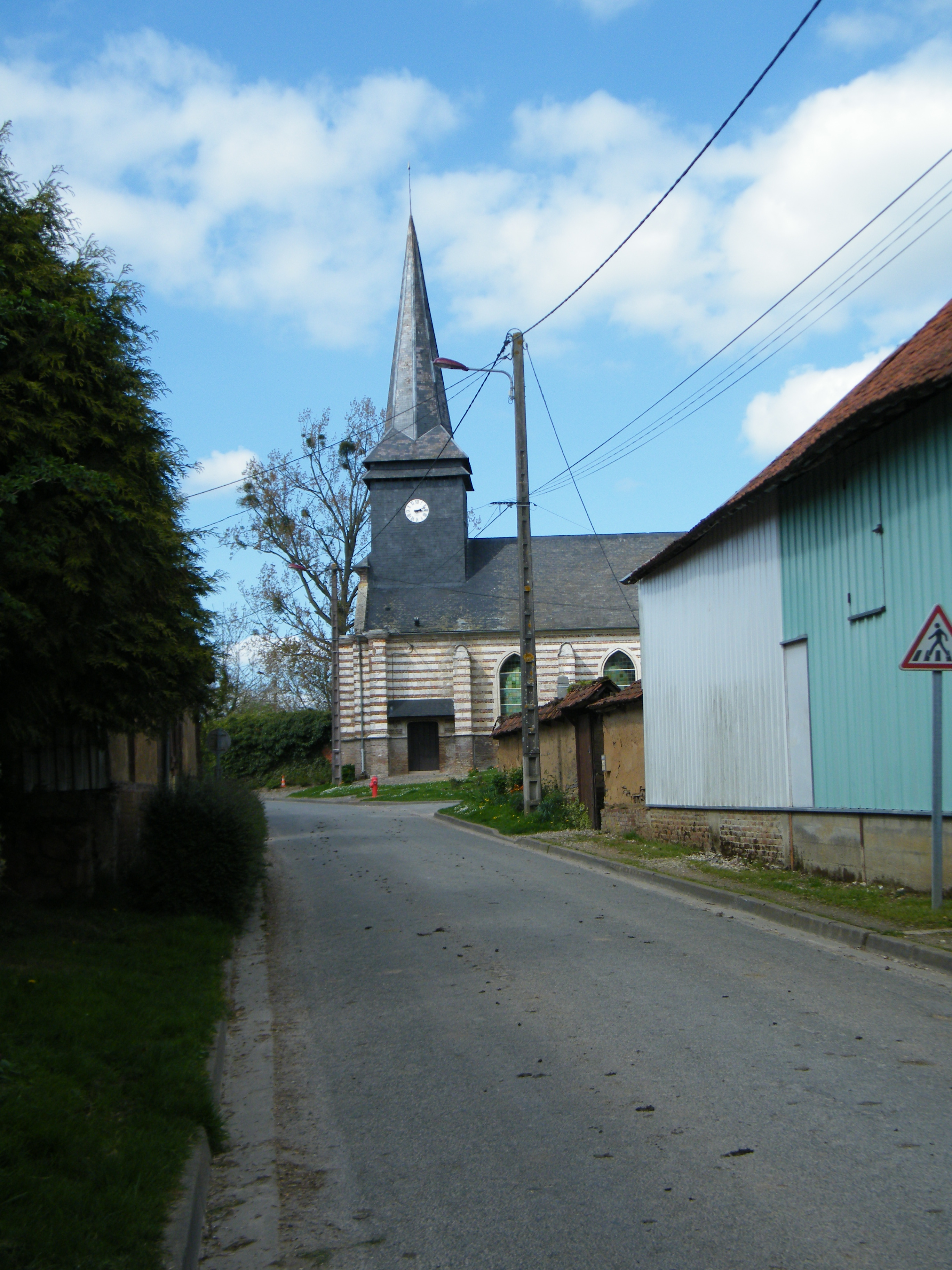

El 2007 la població en edat de treballar era de 48 persones, 35 eren actives i 13 eren inactives. De les 35 persones actives 30 estaven ocupades (18 homes i 12 dones) i 5 estaven aturades (1 home i 4 dones). De les 13 persones inactives 5 estaven jubilades i 8 estaven classificades com a «altres inactius».
Activitats econòmiques
L'any 2000 a Fresneville hi havia 8 explotacions agrícoles.

## Equipaments sanitaris i escolars
El 2009 hi havia una escola maternal integrada dins d'un grup escolar amb les comunes properes formant una escola dispersa.

## Poblacions més properes

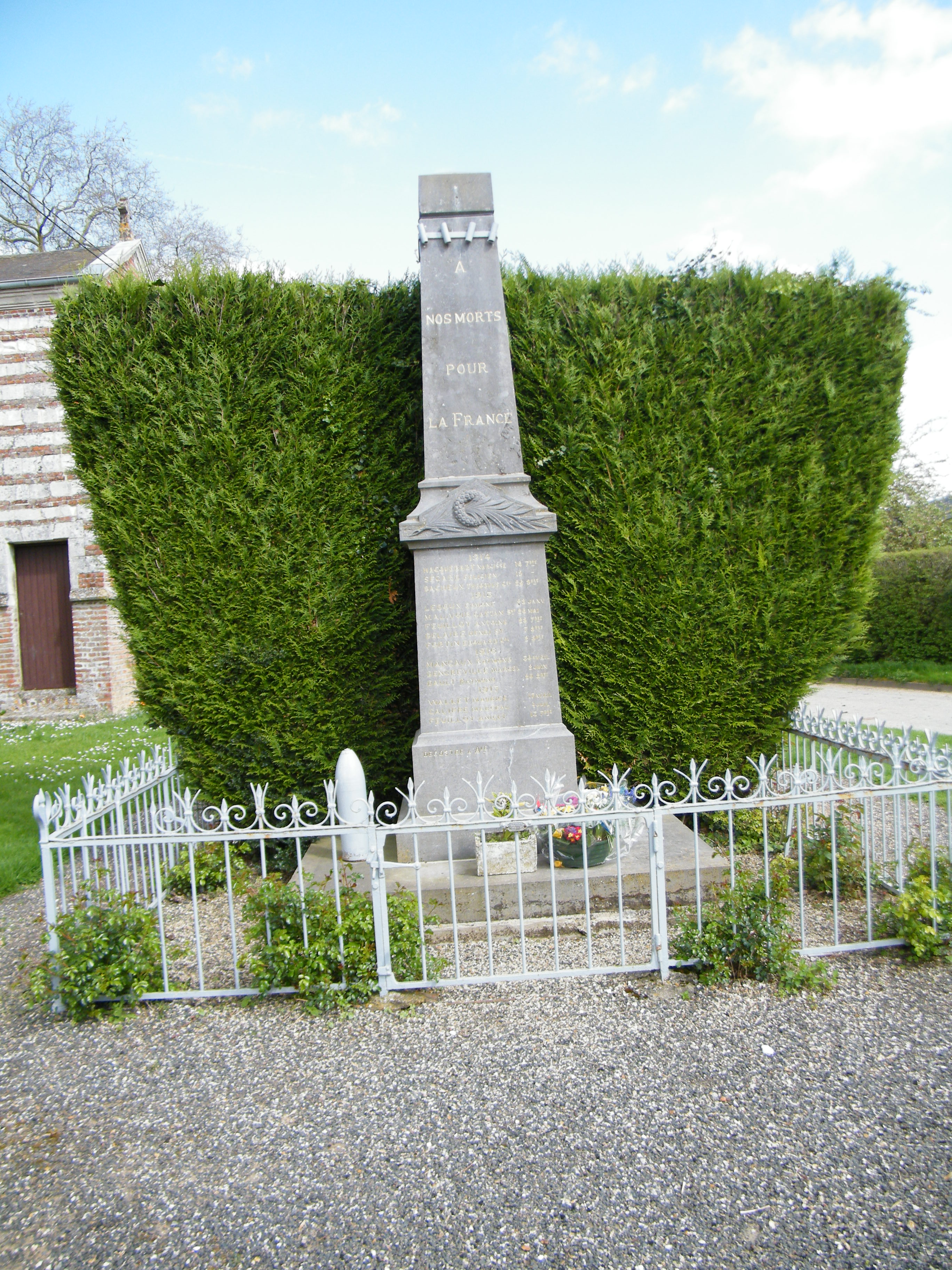

El següent diagrama mostra les poblacions més properes.